# Seoul Searching
Seoul Searching es una película de comedia estadounidense-coreana dirigida y escrita por Benson Lee, y protagonizada por los actores Justin Chon y Jessika Van. 

## Sinopsis
Durante la década de 1980, el gobierno de Corea creó un campamento de verano especial para "gyopo" o adolescentes nacidos en el extranjero donde pudieran pasar su verano en Seúl para aprender acerca de su patria. Si bien las intenciones del programa eran honorables, las actividades de los adolescentes no lo eran. El programa fue finalmente cancelada después de algunos años debido a que el gobierno simplemente no podía controlar a la juventud. Seúl La búsqueda es una comedia adolescente y la venida de película de edad, basado en una historia real sobre uno de los campamentos de verano que tuvieron lugar en 1986.

## Elenco
- Justin Chon como Sid Park.
- Jessika Van como Grace Park.
- In-Pyo Cha como Mr. Kim
- Teo Yoo como Klaus Kim.
- Esteban Ahn como Sergio.
- Crystal Kay como Jamie.
- Byul Kang como Sue-Jin.
- Albert Kong como Mike Lee.
- Heejun Han como Crow.
- Rosalina Leigh como Kris Schultz.
- Ji-a Park como Jongok Han.
- Sue Son como Sara Han.
- Nekhebet Kum Juch como Jackie Im.
- Uatchet Jin Juch como Judy Im.
- Steve Noh como EO.
- Jae-Hak Shin como Paul.
- Seong-guk Choi como Gangster Song.
- Mina Fujii como Mayumi.
- Woo-Jin Jin como Akio.
- David Lee McInnis como Sergeant Gallagher.
- Rich Ting como Hiroshi.
- Nathalia Ramos como Monika.
- Yoon C. Joyce como Marcello Ahn.
- Seung-hyeon Han como Master Song.
- Wan-sun Kim como Lounge Singer.
- Ah-Jeong Shin como Misum.
- Young-Bin Kim como Gangster #2.
- Hyung-Soo Park como Gangster #3.
- In-Woo Kim como Mr. Shigemitsu.
- Young-Woo Park como Bum-Sik.
- Sung-Hoon Kang como Gangster #1.
- Guyhwa Choi como Mr. Chae
- Young-Hee Son como Miss Lee.
- EunSeok Lee como Mr. Choi
- Jee-Hee Kim como Yu-Mi.